# Combat de Saint-Étienne-en-Coglès
Chouannerie
Le combat de Saint-Brice-en-Coglès a lieu pendant la Chouannerie. En 1794, les Chouans prennent le bourg aux Républicains.

## Combat à Saint-Brice et Saint-Étienne-en-Coglès
Selon Pontbriand, le combat commence quelques heures après la prise de Mellé, le 17 février 1794 à Saint-Brice-en-Coglès, cependant le rapport du commandant républicain Simon, chef de la garde nationale de Saint-Marc-le-Blanc, le fixe au 10 mai 1794, à Saint-Brice-en-Coglès mais aussi au bourg voisin de Saint-Étienne-en-Coglès.
| « Le vendredi 20 floréal, le tocsin battit à Saint-Brice. Le citoyen Simon, commandant de la garde nationale du canton de Saint-Marc, l'entendit et jugea que cette commune était attaquée, et comme elle est une de ses voisines, il s'y transporta avec une élite de cinquante de ses hommes, qu'il tint en ordre de bataille, et un avant-poste de quinze hommes à l'entrée du bois de la Motte. Il resta longtemps devant le bourg de Saint-Brice. Les chouans ayant tourné d'un autre côté, le calme et la tranquillité ayant succédé à l'orage, le commandant de Saint-Marc et son monde revinrent en leurs foyers. » — Simon-Champrobert |

Les Chouans attaquent les bourgs de Saint-Étienne-en-Coglès et Saint-Brice-en-Coglès occupés par les Républicains, au nombre de 200 selon Pontbriand, bien qu'une exagération soit possible. Cependant Pontbriand fixe le début de l'attaque à l'aube alors que Simon le situe dans l'après-midi,.
| « A 5 heures du matin, il entra dans le bourg de Saint-Brice, situé sur la grande route de Fougères à Antrain, où il y avait deux cents hommes de garnison et bon nombre d'habitants armés. L'affaire de Mellé avait donné l'éveil, et le capitaine qui commandait ce bourg avait réuni toutes ses troupes dans une maison : mais l'attaque fut si vive, et la garde, forcée si rapidement, qu'il ne put les former en bataille ; dix à douze soldats furent tués en sortant de la maison ; le désordre se mit parmi les autres, et tous prirent la fuite du côté de Fougères, en tirant au hasard des coups de fusil qui n'atteignirent qu'un seul homme. Il perdirent trente-cinq des leurs dans cette affaire, et furent poursuivis, dans leur déroute, jusqu'à Saint-Étienne, où ils n'osèrent s'arrêter. » — Mémoires de Toussaint du Breil de Pontbriand |

| « Le lendemain 21, sur les trois heures de l'après-midi, une horde de deux cents chouans sortit du château de Marigny, en la commune de Saint-Germain-en-Coglès, fondit sur le bourg de Saint-Étienne, y tua six hommes, dont un était capitaine de la garde nationale de ladite commune, nommé Pierre Garnier. De là au bourg de Saint-Brice, où elle tua deux hommes (sans qu'aucune de ces deux communes ait annoncé l'alarme par le son de la cloche ni autrement). » — Simon-Champrobert |

## Combat aux Houlettes
Les Chouans poursuivent leur progression, cependant, la route qu'ils empruntent diverge selon les sources. D'après Pontbriand, ils prennent la route de Fougères, en revanche pour le commandant Simon, ils se dirigent en direction de Saint-Hilaire-des-Landes. Une troupe républicaine arrive alors en renfort, au nombre de 40 selon les Républicains, 250 d'après les Chouans. Les Bleus tombent dans une embuscade. Surpris, il opposent néanmoins une bonne résistance. Mais finalement, une charge lancée par les Chouans les contraint à se replier. Selon le commandant Simon, ils laissent trois morts, d'après Pontbriand, 55, tandis que les Chouans n'ont que 2 blessés.
| « Ensuite, cette horde scélérate prit par le haut chemin et se porta sur le bourg de Saint-Hilaire-des-Landes, commune du canton de Saint-Marc-le-Blanc (qui était debout également que les habitants de Saint-Marc, parce que deux hommes s'étaient portés aux deux communes et les avaient averties du massacre qui venait de se commettre à Saint-Etienne). La horde, rendue à la ferme du Feil, y fut arrêtée par un détachement de quarante hommes de la garde nationale dudit Saint-Hilaire, qui allaient à la découverte et porter des secours aux habitants de Saint-Etienne. Ce détachement de Saint-Hilaire avait gagné une hauteur au village de la Roche, en Saint-Etienne, et lorsqu'ils se furent reconnus, la bataille s'engagea, qui fut longue et très vive. Mais il fallut à nos Républicains (qui manquaient de munitions) céder à la force, reployer et rentrer au bourg de Saint-Hilaire avec perte de trois hommes. Les Chouans, qui de leur côté avaient eu un fort échec à cette affaire et qui craignaient l'arrivée du détachement de la garde nationale de Saint-Marc-le-Blanc, se retirèrent par la Croix-en-Place, sur la commune de Saint-Germain, et emportèrent leurs morts et leurs blessés. (Le propre des Chouans était d'enlever leurs hommes lorsqu'ils le pouvaient faire ou qu'ils étaient maîtres du champ de bataille). » — Simon-Champrobert |

| « Du Boisguy, après avoir pris des mesures pour sa sûreté, fit loger ses troupes chez les habitants et leur accorda quelques heures pour se reposer. Cependant, il fit partir des gens sûrs pour Fougères et Antrain, afin de surveiller les démarches des Républicains dans ces deux villes. Vers 10 heures du matin, il apprit que la plus grande partie de la garnison de Fougères était occupée à le chercher dans la forêt, qu'on battait dans tous les sens, ainsi que les paroisses voisines ; que, néanmoins, le tambour battait dans la ville, depuis l'arrivée des fuyards de Saint-Brice, et qu'on croyait qu'on allait marcher sur ce bourg avec ce qu'il y avait de troupes. D'après ces renseignements, du Boisguy prévoyant qu'il ne pourrait sortir qu'une colonne peu nombreuse, voulut profiter de l'ardeur de ses hommes, augmentée encore par le succès qu'ils venaient d'obtenir ; il les réunit, les conduisit rapidement jusqu'aux buttes de la Houlette, situées à une demi-lieue de la ville, et les embusqua dans cette position avantageuse. A peine avait-il terminé ses dispositions, qu'il aperçut la tête de la troupe sortie de Fougères, qui marchait vite et en fort bon ordre. S'étant assuré que sa force n'excédait pas deux cent cinquante hommes, il fit défense de tirer avant qu'elle fût à trente pas, et laissa même avancer l'avant-garde qui se trouva à la tête de sa ligne lorsque son feu commença. Jamais surprise n'égala celle des Républicains, qui n'avaient d'autre crainte que d'arriver à Saint-Brice après le départ des Royalistes ; néanmoins, ils firent bonne contenance et se défendirent de manière à faire craindre à du Boisguy que, l'affaire traînant en longueur, il ne leur arriva des renforts. Afin d'en finir, il se précipita sur eux dans la grande route, avec son frère Louis et une cinquantaine des siens, qui le suivirent en poussant de grands cris. Cette brusque attaque détermina le succès, et les Républicains, rompus, s'enfuirent en désordre jusqu'aux faubourgs de Fougères, où s'arrêta la poursuite. Ils perdirent cinquante-cinq hommes dans cette affaire. Les nommés Jean Ségouin, de Javené, et François Brunet, de La Chapelle-Janson, furent les seuls blessés du côté des Royalistes. Du Boisguy trouva, à Saint-Brice, un tambour, qui fut le premier qu'on entendit battre dans sa colonne, et quatre cents paquets de cartouches, dans la chambre du capitaine, ce qui était encore plus précieux pour lui. Cette action, peu importante en elle-même, produisit un grand effet dans toutes les campagnes de Fougères ; elle releva le moral des habitants, et les jeunes gens vinrent en grand nombre grossir la troupe de Boisguy, qui, depuis ce moment, ne fut plus réduite à chercher asile dans les cavernes. A la nouvelle de ces combats, les généraux qui commandaient à Rennes firent partir des troupes nombreuses pour Fougères et donnèrent des ordres pour éteindre cette insurrection dans son principe, et surtout pour s'emparer des du Boisguy, dont le nom commençait à devenir redoutable. » — Mémoires de Toussaint du Breil de Pontbriand |